# Germanair
Germanair era una compagnia aerea charter tedesca che il 1º marzo 1977 si fuse con la Bavaria Fluggesellschaft per formare la Bavaria Germanair.

## Storia

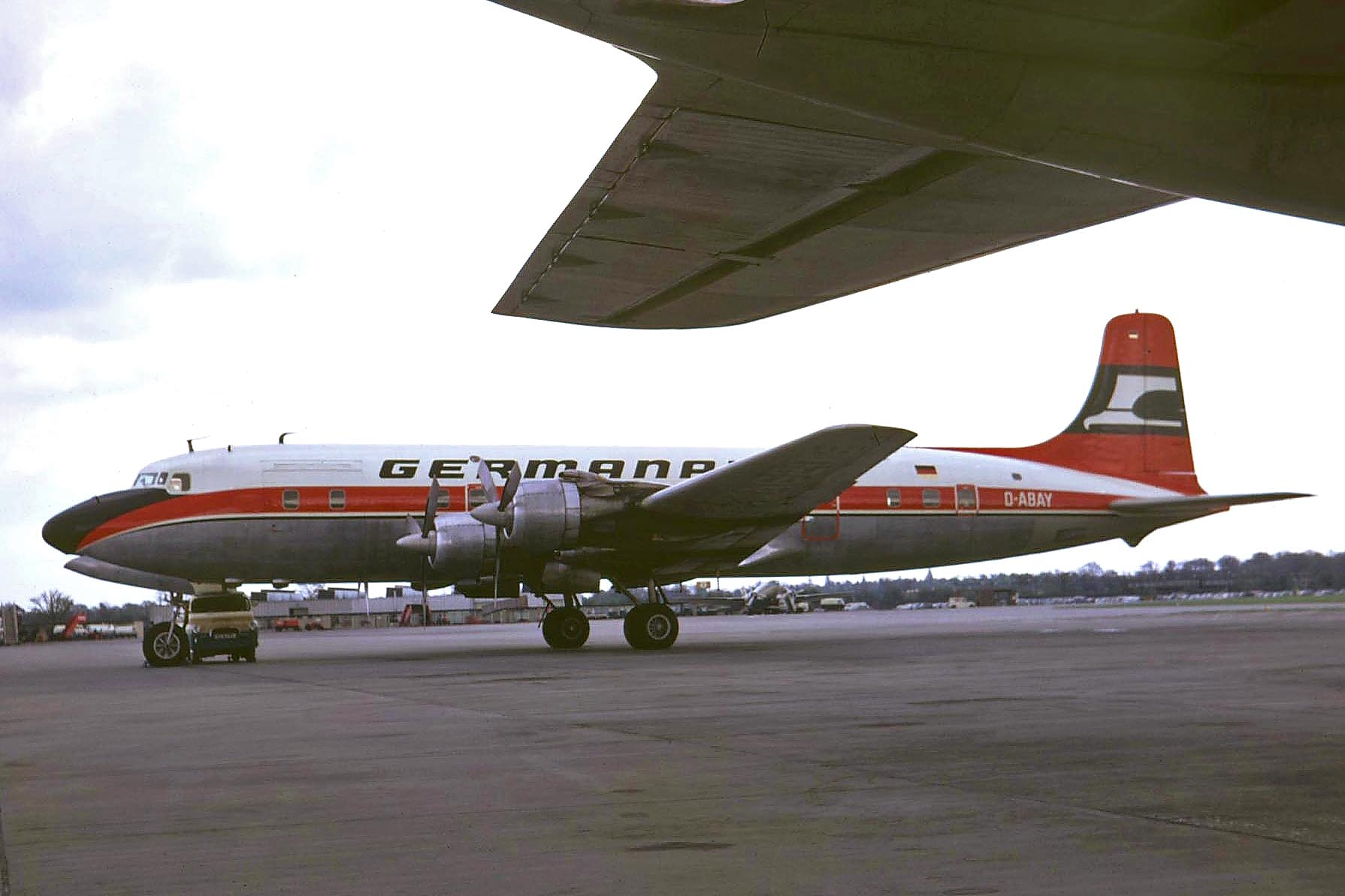
Un Douglas DC-6 di Germanair a Londra-Gatwick, nel 1969.

La compagnia aerea Germanair era nata come Südwestflug GmbH, fondata a Baden-Baden nel 1964. La società di Stoccarda Contracta, che commercializzava case per vacanze nell'Europa meridionale, acquisì nella primavera del 1965 una quota di maggioranza di Südwestflug. Nel settembre 1965 venne acquistato il primo di tre Douglas DC-6, con il quale la compagnia fece volare potenziali clienti in Spagna e nelle Isole Canarie per visite guidate. Dopo diversi passaggi di proprietà, il 1 settembre 1968 la compagnia fu ribattezzata Germanair e la sua sede trasferita a Francoforte.

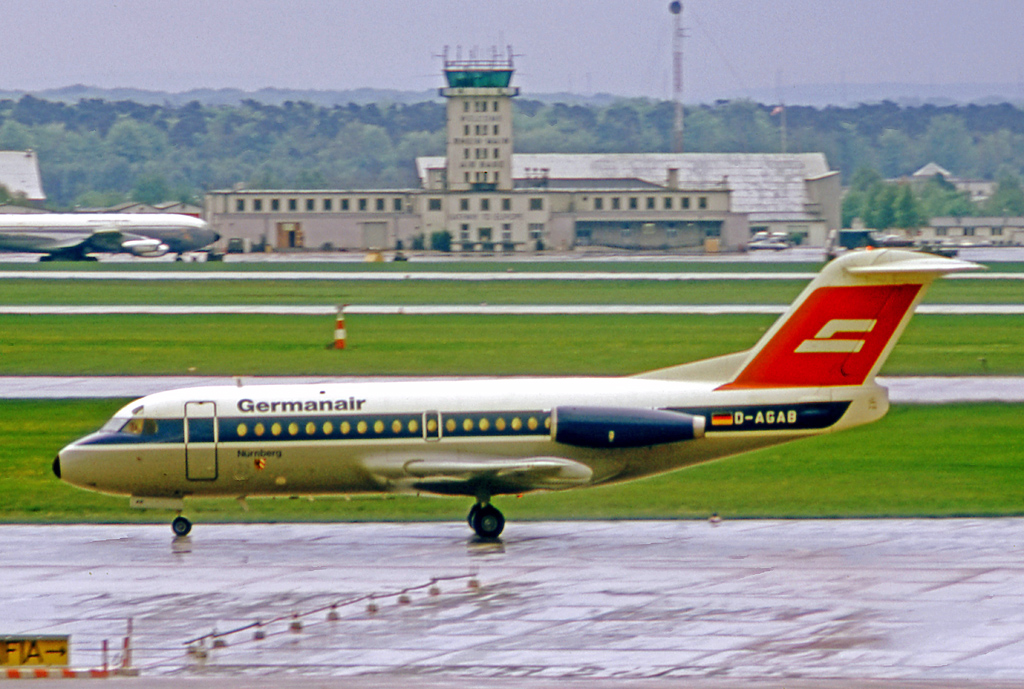
Un Fokker F28 della Germanair nel 1973.

La Germanair GmbH riuscì rapidamente ad acquisire come clienti numerosi tour operator e incorporò nella flotta nuovi aerei come i BAC 111-500. Poiché questi non erano ancora disponibili nella stagione estiva del 1969, la compagnia si servì di un Douglas DC-9-15 e un BAC 111-400 presi in leasing, oltre al proprio Douglas DC-6. Il 16 ottobre 1969, Germanair prese in consegna il primo dei suoi sei BAC 111-500 e, allo stesso tempo, eliminò gradualmente i DC-6 a elica. Nel 1970 la compagnia trasportò circa 470.000 passeggeri con una flotta composta esclusivamente da jet. Nell'autunno del 1970, la Germanair GmbH venne acquistata dall'imprenditore di Monaco Josef Schörghuber, che dal 1968 possedeva anche una partecipazione di minoranza nella Bavaria Fluggesellschaft. Nella primavera del 1971 l'azienda ordinò quattro Fokker F28, in servizio dal 1972. Nell'inverno 1971/72 si sviluppò una collaborazione tecnica con la compagnia aerea Atlantis, alla quale partecipò anche il gruppo Schörghuber. Per un'ulteriore espansione, furono ordinati degli Airbus A300 a fusoliera larga. Con la consegna del primo aereo il 23 maggio 1975 Germanair divenne il primo operatore tedesco di questo tipo di aereo.
Alla fine del 1974 la Bavaria Fluggesellschaft divenne anche l'unica proprietaria del gruppo Schörghuber, che portò ad una stretta collaborazione con Germanair. Nel maggio 1975 Ernst Uhl fu nominato amministratore delegato congiunto delle due società. Sebbene entrambe le compagnie aeree continuassero a volare con i propri marchi, collaborarono in tutti i settori in vista della fusione effettuatasi il 1 marzo 1977. Dalla fusione nacque la compagnia aerea Bavaria Germanair, che dopo ulteriori fusioni è stata assorbita da TUI fly.

## Flotta
- Airbus A300B4-2C
- BAC 111-400 e 111-500
- Douglas DC-6
- Douglas DC-9-15
- Fokker F28-1000